# ビェルスコ・ビャワ郡
ビェルスコ・ビャワ郡（ビェルスコ・ビャワぐん、ポーランド語:powiat bielski、英語:Bielsko-Biała County）は、南ポーランドのシロンスク県にある地方自治体。1998年の地方行政区画再編の結果、1999年1月1日に誕生した。郡都で最大の町はビェルスコ＝ビャワであり、カトヴィツェの北東13kmの所に位置する。ビェルスコ・ビャワ郡には3つの町が存在する。
郡は457.23km2の面積がある。2006年の統計で、郡全体の人口が150,764人である。

## 近隣の郡
北部はプシュチナ郡とオシフィエンチム郡、東部はヴァドヴィツェ郡、南部はジヴィエツ郡、西部はチェシン郡に接している。

## 下位自治体
郡は10つの下位自治体に分割される。（1つの都市、2つの田園都市、7つの田舎）なお、人口順に並べてある。
| 名称                               | 種類     | 面積 (km2) | 人口 (2019年) | 中心地                     |
| グミナ・チェホヴィツェ＝ジェジツェ | 田園都市 | 66.3       | 45,451        | チェホヴィツェ＝ジェジツェ |
| グミナ・ヤシェニツァ               | 田舎     | 91.7       | 24,264        | ヤシェニツァ               |
| グミナ・ヴィラモヴィツェ           | 田園都市 | 56.7       | 17,613        | ヴィラモヴィツェ           |
| グミナ・ポロンブカ                 | 田舎     | 64.6       | 15,582        | ポロンブカ                 |
| グミナ・ヴィルコヴィツェ           | 田舎     | 33.9       | 13,409        | ヴィルコヴィツェ           |
| グミナ・コズィ                     | 田舎     | 26.9       | 12,979        | コズィ                     |
| グミナ・ベストヴィナ               | 田舎     | 37.6       | 11,816        | ベストヴィナ               |
| グミナ・ブチュコヴィツェ           | 田舎     | 19.3       | 11,196        | ブチュコヴィツェ           |
| グミナ・ヤヴォジェ                 | rural    | 21.3       | 7,330         | ヤヴォジェ                 |
| シュチルク                         | 都市     | 39.1       | 5,734         |                            |